# Маріупольський дослідно-експериментальний завод
ПАТ Маріупольський дослідно-експериментальний завод — українське підприємство з виробництва дослідних зразків нової техніки і запчастин для металургійної, гірничорудної промисловості, транспортного машинобудування.

## Історія
Історія Маріупольського дослідно-експериментального заводу, за розповідями ветеранів, починається з 1917 року, коли завод був заснований на базі колишньої каретної майстерні та ремонтних майстерень колишнього цегляного заводу.
Першою продукцією заводу були каси, що не згоряють, та інші вироби широкого вжитку. В 1937 році був налагоджений випуск саперних лопат, парокінних повозок, підков та цвяхів до них.
Збереглися архівні документи про те, що в 1943 році на базі заводу кас, що не згоряють, був організований «Маріупольський металозавод», а в 1958 році після об'єднання із заводом «Металовиробів» підприємство одержало назву «Ждановський завод сільгоспобладнання». Було налагоджено виробництво зубових борін і бочок для нафтопродуктів місткістю 200 літрів.
В 1963 році завод перейменовується в «Ждановський завод автозапчастин і сільгоспобладнання», і в його складі з'являється радіаторний цех, який раніше входив до складу «Ждановського машинобудівного заводу». У цей період було налагоджено виробництво радіаторів для вантажних автомобілів і тракторів, 3-тонних платформних важелів, тяжких зубових борін, сільськогосподарських вил та запасних частин для автомобілів, сільськогосподарських машин і механізмів.
В 1968 році на базі заводу були створені два самосійних підприємства: «Ждановський завод Сільмаш» і «Ждановський радіаторний завод».
«Сільмаш» проіснував до 23 червня 1995 року і після приватизації одержав назву Відкрите акціонерне товариство «Маріупольський дослідно-експериментальний завод» (МДЕЗ). Майно товариства є колективною власністю акціонерів. 
Голова правління МДЕЗ — Сергєєв Сергій Миколайович.

## Розташування в місті
МДЕЗ розташований в центральній частині Маріуполя, між його головними магістралями: проспектами Металургів і Будівельників у напрямі зі сходу на захід, а також бульваром ім. Шевченка і проспектом ім. Леніна у напрямі з півночі на південь. Завод займає площу 43 тис. м², з яких 19 тис. м² — криті виробничі приміщення. На заводі працюють близько 300 співробітників, серед яких успішні менеджери, кваліфіковані конструктори, технологи, у тому числі ті, що мають науковий ступінь і відмічені державними і міжнародними нагородами. Серед працівників підприємства — найстаріший, мабуть, в Маріуполі працюючий верстатник Григорій Кирилович Стрюк. Його сумлінна праця (64 роки трудового стажу і всі — на одному підприємстві) відзначена орденом України «За заслуги».
Завод виготовляє дослідні зразки нової техніки, серійну продукцію, обладнання і запчастини для металургійної, гірничорудної промисловості. важкого, піднімального і транспортного машинобудування. МДЕЗ має у своєму складі механоскладальне, складально-зварювальне, допоміжні виробництва, цех металопластикових конструкцій і розвинену інфраструктуру складського господарства. Підприємство з численним парком обладнання для розкрою, вигинання, зварювання і складання металу, обробки різанням, у тому числі на верстатах з ЧПЗ, обробки тиском, термообробки, в тому числі сорбітизации і нагріву заготовок токами високої частоти.
МДЕЗ є власником конструкторської і технологічної документації (в тому числі з елементами know-how) на багато видів продукції, дослідні зразки якої під авторським наглядом заводських фахівців успішно пройшли дослідну перевірку і на цей час широко використовуються в промисловості.
Проектування, виготовлення, збут і сервісне обслуговування продукції забезпечені системою якості, що сертифікована за стандартом ISO 9001-2000.

## Нагороди
Європейською Асамблеєю Бізнесу МДЕЗ нагороджений Міжнародним призом «Європейська якість» (Оксфорд, 2003 р.). Крім того, завод удостоєний Європейського призу у сфері якості (Брюссель, 2003 р.), що присуджується Європейським центром у сфері ринків.
Рішенням Українського національного комітету Міжнародної торговельної палати МДЕЗ визначений в 2009 році «Експортером року в Україні».

## Зовнішні посилання
- Офіційний сайт [Архівовано 3 лютого 2014 у Wayback Machine.]